# Nitrobenzylalkohole
| keine GHS-Piktogramme |

| keine GHS-Piktogramme |

| keine GHS-Piktogramme |

Die Nitrobenzylalkohole bilden in der Chemie eine Stoffgruppe, die sich sowohl vom Benzylalkohol als auch vom Nitrobenzol ableitet. Die Struktur besteht aus einem Benzolring mit angefügter Hydroxymethyl- (–CH2OH) und Nitrogruppe (–NO2) als Substituenten. Durch deren unterschiedliche Anordnung (ortho, meta oder para) ergeben sich drei Konstitutionsisomere mit der Summenformel C7H7NO3.

## Darstellung
Die Nitrobenzylalkohole können durch Reduktion mit Natriumborhydrid (NaBH4) aus den Nitrobenzoylchloriden in wasserfreiem Dioxan dargestellt werden. Ebenso sind sie durch Meerwein-Ponndorf-Verley-Reduktion aus den Nitrobenzaldehyden erhältlich. Im basischen Medium  disproportionieren die Nitrobenzaldehyde zu Nitrobenzoesäuren und Nitrobenzylalkoholen.

## Eigenschaften
Die Nitrobenzylalkohole sind Feststoffe. Der 4-Nitrobenzylalkohol, der die höchste Symmetrie aufweist, besitzt den höchsten Schmelzpunkt.

## Verwendung
In der Massenspektrometrie findet der 3-Nitrobenzylalkohol (oft als „3-NBA“ abgekürzt) Verwendung als flüssige Matrix für das Fast Atom Bombardment und die Matrix-unterstützte Laser-Desorption/Ionisation.